# The Division (film, 2020)
Pour plus de détails, voir Fiche technique et Distribution.
The Division (A Divisão) est un film d'action brésilien coécrit et réalisé par Vicente Amorim, sorti en 2020.
Il s'agit d'une version remontée cinématographiquement de la première saison de la série A Divisão, contenant 5 épisodes et inédite en France. 

## Synopsis
Rio de Janeiro, 1997. La ville est touchée par une vague d'enlèvements qui terrifie la population brésilienne et contraint les plus riches à se cloîtrer chez eux. En effet, comme ces habitants fortunés sont les cibles de ces rapts qui débouchent sur des demandes de rançons extravagantes, la classe aisée s'isole et se terre pour échapper aux kidnappeurs en quête d'argent facile. Pour mettre un terme à ce fléau, une brigade anti-kidnapping est mise en place et dirigée par deux flics que tout oppose. Ancien des STUPS, féru de raids policiers brutaux, Mendonça honnit les crapules et n'hésite pas à faire justice lui-même tandis que son nouveau coéquipier, Santiago, est ouvertement corrompu, habitué à extorquer des bandits en échange de leur liberté. Adepte des méthodes controversées, le duo entreprend de nettoyer violemment et efficacement Rio des ravisseurs dont certains qui séquestrent la fille d'un sénateur quelque part... 

## Fiche technique
- Titre original : A Divisão
- Titre français : The Division
- Réalisation : Vicente Amorim
- Scénario : Gustavo Bragança, Vicente Amorim et Erik de Castro
- Photographie : Gustavo Hadba
- Musique : Lucas Marcier et Fabiano Krieger
- Montage : Danilo Lemos
- Production : José Júnior
- Sociétés de production : AfroReggae Audiovisual
- Sociétés de distribution : Downtown Filmes
- Pays d'origine :  Brésil
- Langue originale : brésilien
- Format : couleur
- Genre : action
- Dates de sortie :
  -  Brésil : 23 janvier 2020
  -  France : 28 juillet 2021 (VOD)
- Classification :
  - France : Interdit aux moins de 12 ans à la télévision

## Distribution
- Erom Cordeiro (VFB : Christophe Hespel) : Juliano Santiago
- Silvio Guindane : Delegado Mendonça
- Thelmo Fernandes : Antônio Ramos
- Hanna Romanazzi : Camila
- Bruce Gomlevsky : Pablo Gaspar
- Enne Kimmell : Luna
- Natália Lage : Roberta
- Marcos Palmeira : Luís Henrique Benício
- Dalton Vigh : Venâncio Flores
- Oscar Calixto : Wagner